# Parejnokovití
Parejnokovití (Torpedinidae) je čeleď rejnoků z řádu parejnoci (Torpediniformes), jejíž zástupci obývají relativně mělké vody tropického, subtropického a mírného pásu Indického, Tichého a Atlantského oceánu včetně Středozemního moře. Jsou známí tím, že umí vydávat elektrické výboje pomocí elektrických orgánů umístěných těsně pod kůží v přední části těla.

## Popis
Tělo parejnoků je silně dorzoventráně zploštělé, téměř kruhovité, měkké a holé. Ocasní ploutev je velká a velmi zřetelná a připomíná ocasní ploutev žraloka. Hřbetní ploutev u některých druhů chybí, u jiných druhů je přítomná a někteří parejnokovití mají dokonce dvě hřbetní ploutve. Prsní ploutve nejsou srostlé s břišními, avšak jsou výrazně prodloužené dopředu, kde srůstají s vrcholem hlavy, i dozadu, kde srůstají s tělem v místě růstu břišních ploutví. Malé oči jsou blízko u sebe a jsou umístěny na dorzální (hřbetní) části těla. Kůže parejnoků je jemná, hladká a volná. Rostrum je zmenšené, čelisti extrémně jemné. Rypec je extrémně krátký. Nosní dírky jsou umístěny v blízkosti klenutých, širokých úst; oba orgány se nachází na ventrální (spodní, břišní) části těla. Parejnokovití jsou známí tím, že mohou vydávat elektrické výboje. U báze prsních ploutví jsou umístěny 2 elektrické orgány ve tvaru ledvin, které je možné vidět pouhým okem, jak prosvítají skrze tenkou kůži. Jednotlivá svalová vlákna elektrických orgánů byla přeměněna v jakési elektrické články. Tento párový orgán produkující elektrické výboje se vyvinul z branchiální svaloviny. Elektrické orgány parejnokovitých produkují vůbec nejsilnější elektrické výboje ze všech parejnoků. Elektrické výboje bývají používány pro lov a obranu.

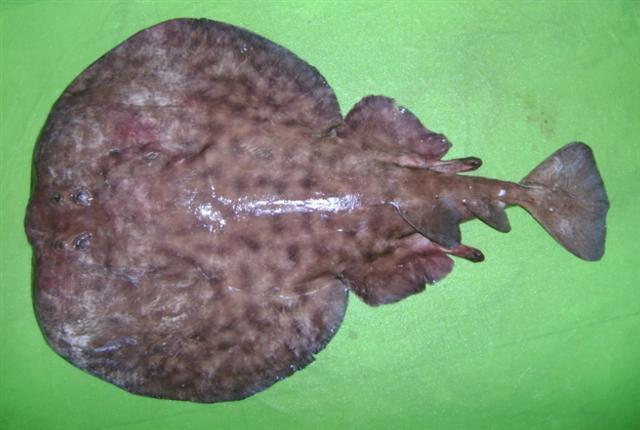
Dorzání (hřbetní) pohled parejnoka levhartího; patrné jsou dvě hřbetní ploutve i malé oči posazené těsně u sebe
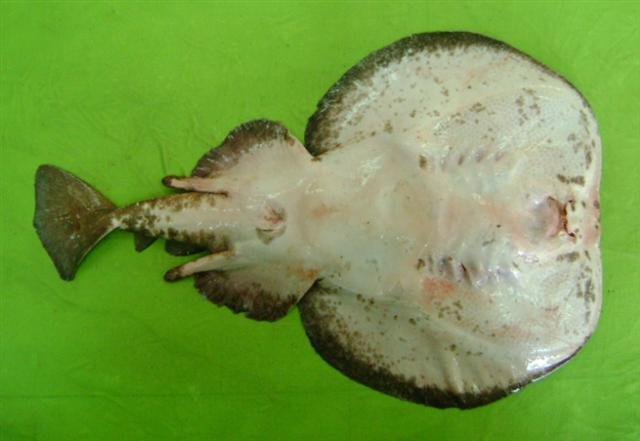
Ventrální (břišní) pohled na parejnoka levhartího; za zmínku stojí malá, vpředu usazená klenutá ústa, silný ocas i nesrostené prsní a břišní ploutve
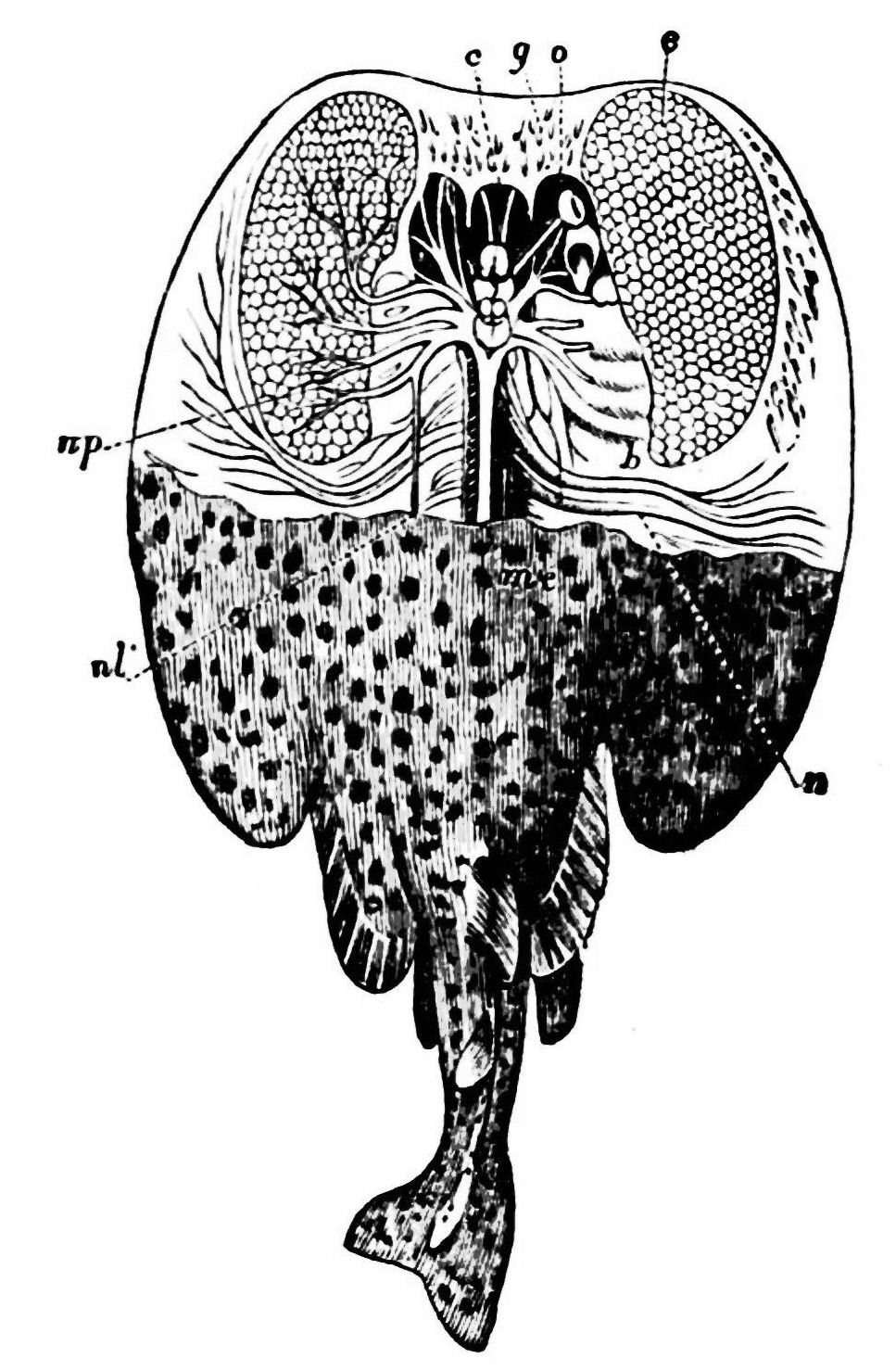
Schematická kresba parejnoka zobrazující umístění párového elektrického orgánu v přední části těla

Parejnokovití mají 5 žaberních otvorů na spodní straně přední poloviny báze prsních ploutví. Zbarvení kůže bývá variabilní – hřbetní část těla bývá šedá, hnědá až černá, někdy se světlými či tmavými, různě tvarovanými skvrnami, které mohou mít podobu očí (ocelli). Břišní část těla bývá většinou světlejší, často čistě bílá nebo s tmavým okrajem prsních a břišních ploutvích. Délka těla většiny druhů se pohybuje pod 1 metr, avšak takový parejnok elektrický může dosahovat délky těla až 180 cm. Samice bývají větší než samci.

Vybraní zástupci
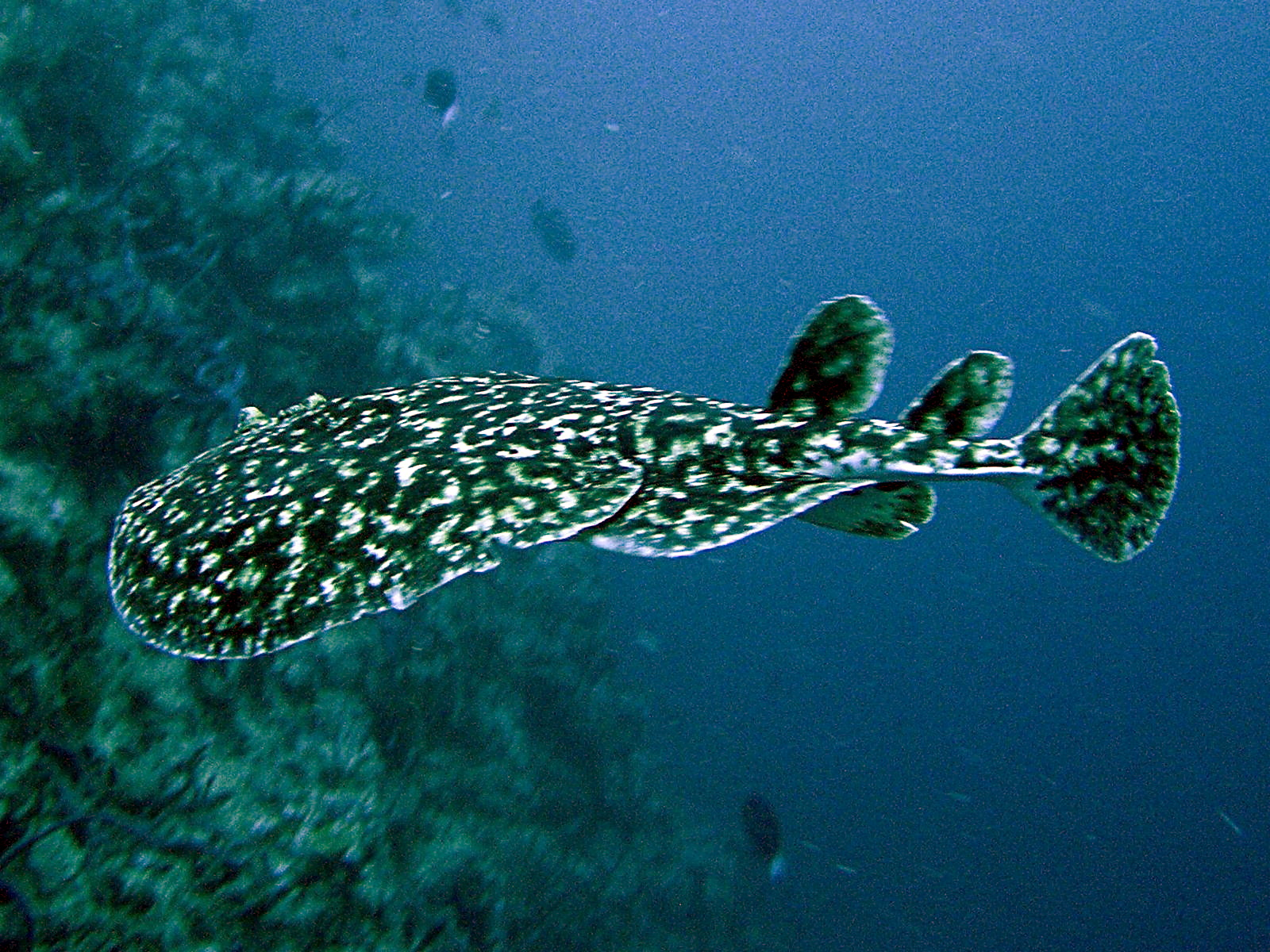
Parejnok temnoskvrnný
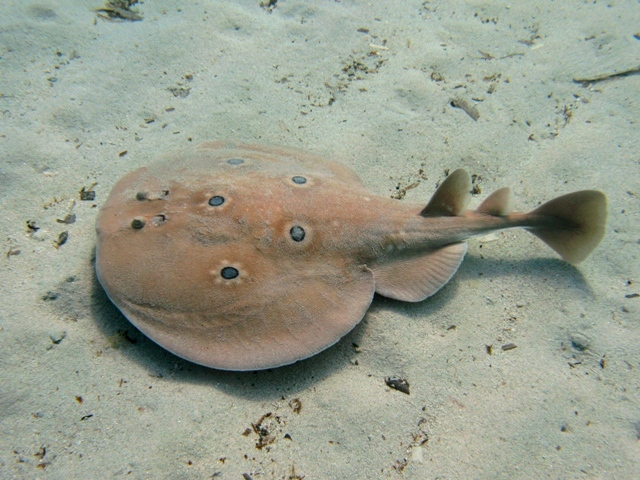
Parejnok okatý
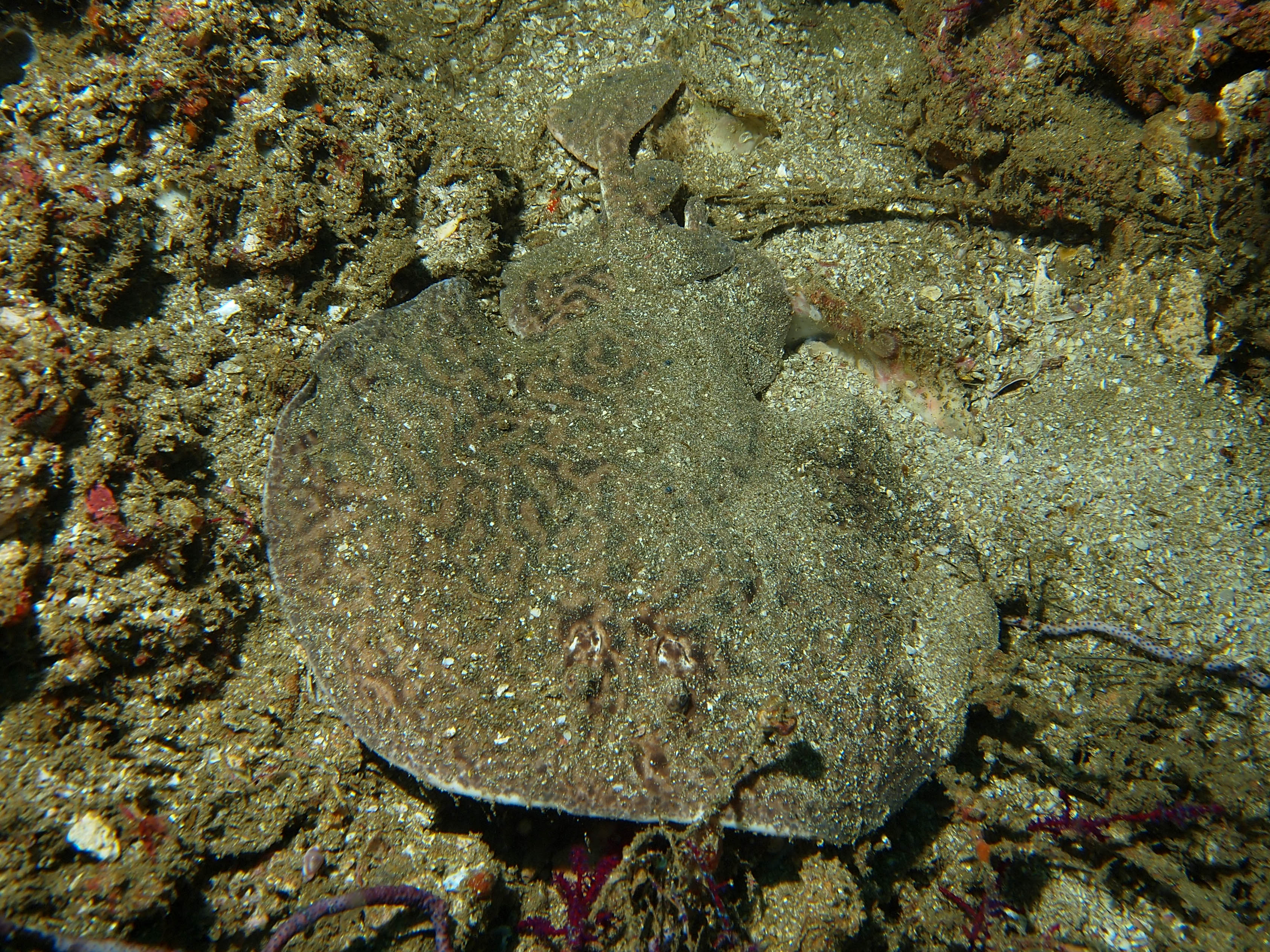
Parejnok perský
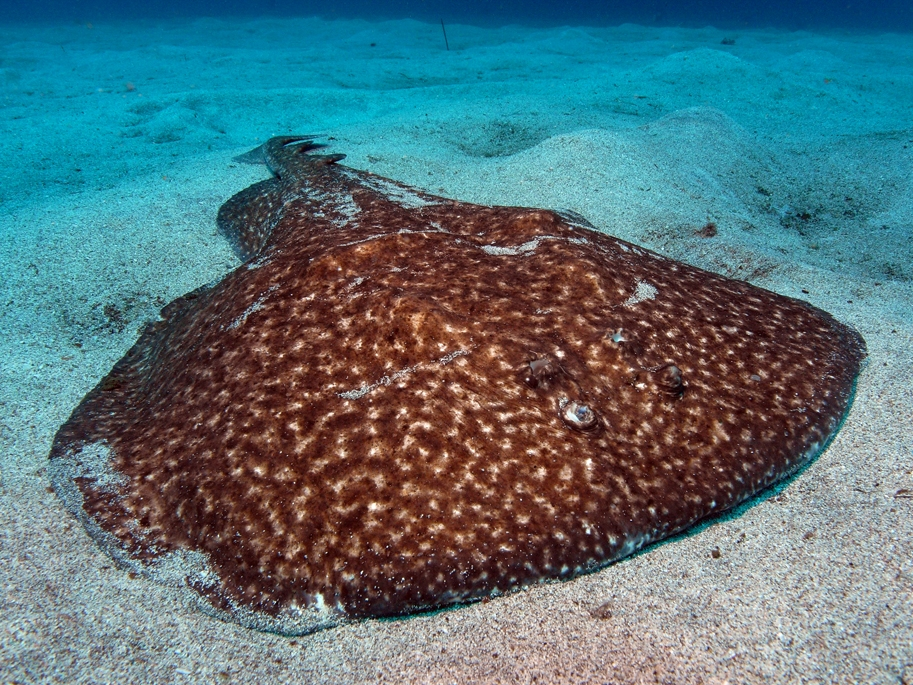
Parejnok elektrický
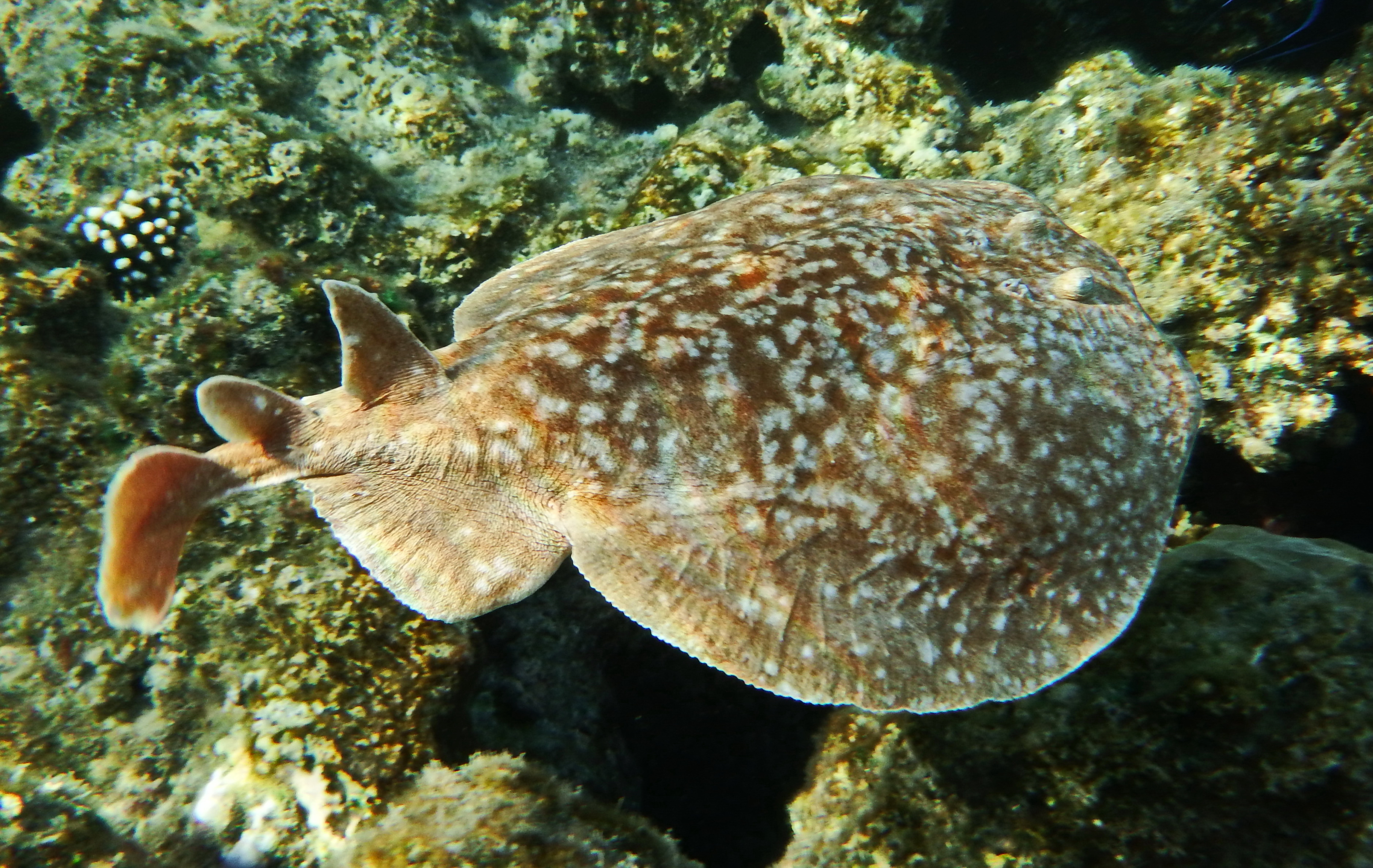
Parejnok levhartí

## Výskyt
Zástupce parejnokovitých žijí v Indickém, Tichém a Atlantském oceánu včetně Středozemního moře. Obývají vody tropického, subtropoického i mírného pásu, nevyskytují se ve studených polárních oblastech. Typicky se vyskytují v pobřežních vodách od mělkých vod těsně u pobřeží do hloubek kolem 100 m, avšak některé druhy mohou obývat i mnohem hlubší vody do hloubek kolem 1100 m. Zatímco některé druhy jsou semipelagické, jiné druhy jako parejnok kalifornský byly pozorovány při plavání 10 m pod hladinou ve vodách hlubokých přes 3000 m. Některé druhy jako parejnok atlantský vykazují známky migračního chování.

## Biologie
Většinu dne tráví odpočinkem při dně moře, kde buď leží na substrátu, nebo se do něj zahrabou. S příchodem noci začínají aktivně plavat a lovit. Do jejich jídelníčku patří hlavně ryby a bezobratlí. Jejich ústa jsou značně expanzivní a umožňují jim tak pozřít i poměrně velkou kořist. K lovu nezřídka využívají svou schopnost elektrických výbojů a svou kořist nejdříve omráčí elektrickým šokem, načež ji snadno pozřou.
Všichni parejnoci jsou neplacentálně živorodí, tzn. k vývoji embrya dochází uvnitř samice, avšak zárodky nezískávají živiny z placenty, ale ze žloutkového váčku. Samice navíc produkují tzv. děložní mléko, což je výživný sekret přichycený na stěně dělohy, které embrya přijímají přes své externí žábra nebo přes endoderm žloutkového váčku a jeho stopky.

## Systematika
Název čeledě Torpedinidae je odvozen z latinského torpidus („strnulý“), což odkazuje k nehybnému setrvávání parejnokovitých u dna v průběhu dne. Vnitřní systematika parejnokovitých se neustále vyvíjí a i ve 21. století jsou popisovány nové druhy (např. Torpedo adenensis v roce 2002, Torpedo formosa v roce 2006, Tetronarce cowleyi v roce 2015). Poměrně problematické je zařazení australského parejnoka krátkoocasého (Hypnos monopterygius) z rodu Hypnos, který se vyznačuje velmi krátkým ocasem i hřbetní a ocasní ploutví. Tento druh byl dlouhou dobu řazen k parejnokovitým, avšak moderní taxonomie jej na základě specifických morfologických a genetických znaků často vyčleňuje do samostatné čeledi Hypnidae v rámci řádu parejnoků. K roku 2015 bylo popsáno 22 druhů parejnokovitých ve 2 rodech:
- Rod Tetronarce T. N. Gill, 1862
  - Tetronarce californica Ayres, 1855 (parejnok kalifornský)
  - Tetronarce cowleyi Ebert, D. L. Haas & M. R. de Carvalho, 2015
  - Tetronarce fairchildi F. W. Hutton, 1872
  - Tetronarce formosa D. L. Haas & Ebert, 2006 (parejnok temný)
  - Tetronarce macneilli Whitley, 1932 (parejnok australský)
  - Tetronarce nobiliana Bonaparte, 1835 (parejnok atlantský)
  - Tetronarce puelcha Lahille, 1926 (parejnok argentinský)
  - Tetronarce tokionis S. Tanaka (I), 1908 (parejnok tokijský)
  - Tetronarce tremens F. de Buen, 1959 (parejnok chilský)
- Rod Torpedo Houttuyn, 1764
  - Torpedo adenensis M. R. de Carvalho, Stehmann & Manilo, 2002
  - Torpedo alexandrinsis Mazhar, 1987
  - Torpedo andersoni Bullis, 1962
  - Torpedo bauchotae Cadenat, Capapé & Desoutter, 1978 (parejnok konžský)
  - Torpedo fuscomaculata W. K. H. Peters, 1855 (parejnok temnoskvrnný)
  - Torpedo mackayana Metzelaar, 1919 (parejnok senegalský)
  - Torpedo marmorata A. Risso, 1810 (parejnok elektrický)
  - Torpedo microdiscus Parin & Kotlyar, 1985 (parejnok malotělý)
  - Torpedo panthera Olfers, 1831 (parejnok levhartí)
  - Torpedo semipelagica Parin & Kotlyar, 1985 (parejnok polopelagický)
  - Torpedo sinuspersici Olfers, 1831 (parejnok perský)
  - Torpedo suessii Steindachner, 1898
  - Torpedo torpedo (Linnaeus, 1758) (parejnok okatý)

## Vztah k lidem
Parejnokovití nemají hospodářský význam a nejsou loveni rybáři, což se zdůvodňuje hlavně jejich měkkým tělem těstovinové konzistence, které je jen málo chutné, a i jejich elektrickým orgánům, které mají želatinovou konzistenci a tvoří poměrně velkou část těla. I když nejsou reportována žádná lidská úmrtí následkem elektrických výbojů parejnokovitých, v některých případech utonutí potápěčů existuje podezření, že nastalo následkem omráčení elektrickým výbojem zástupce parejnokovitých.